# Napad otrovnim plinom na Halabju
Napad otrovnim plinom na Halabju (kurd. Kîmyabarana Helebce کیمیابارانی ھەڵەبجە), poznat i kao Pokolj u Halabji ili Krvavi petak, bio je pokolj protiv Kurda koji se dogodio 16. ožujka 1988. godine u gradu Halabji u Iračkom Kurdistanu. Napad je bio dio kampanje al-Anfal u sjevernom Iraku, kao i dio iračke ofenzive iranskoj operaciji Zafar 7. Pokolj se dogodio 2 dana nakon što su Iran i kurdski gerilci preuzeli grad.
U napadu je ubijeno od 3200 do 5000, a ozljeđeno od 7000 do 10000 ljudi, većinom civila. U godinama nakon napada umrle su još tisuće ljudi kao rezultat raznih komplikacija, bolesti i problema pri porodu. Ovaj incident, kojeg je Irački kriminalni sud proglasio genocidom protiv Kurda u Iraku, i dan-danas je najveći napad kemijskim oružjem usmjeren protiv civilnog područja u povijesti.
Napad na Halabju prepoznat je kao specifičan događaj u anfalskom genocidu protiv kurdskog naroda od strane iračkog režima pod vodstvom Saddama Husseina. Irački visoki sud 1. ožujka 2010. godine proglasio je napad na Halabju genocidom - odluka koju pozdravlja Kurdistanska regionalna vlada. Kanadski parlament proglasio je ovaj napad zločinom protiv čovječnosti.

## Pozadina
Sjeverni Irak općenito je bio područje nemira tijekom rane faze iransko-iračkog rata, kada su se 1982. i 1983. godine, uz iransku podršku, udružile paravojne postrojbe Kurdistanske demokratske stranke i Domoljubne unije Kurdistana. Kurdska pobuna većinskim dijelom je ugušena do sredine 1980.-ih godina. Ipak, od 1985. godine, irački baatistički režim pod vodstvom Saddama Husseina odlučio je pod svaku cijenu iskorijeniti ostatke kurdskog otpora na sjeveru i pešmerga pobunjenike - metodama kao što je široko-obuhvatnim kažnjavanjem civila, kao i korištenjem kemijskog oružja. Ovaj događaj u Halabji dio je i iračkih napora protiv kurdskih i iranskih vojnih snaga u posljednjim fazama operacije Zafar 7.

## Napad otrovnim plinom
Petosatni napad na Halabju započeo je u predvečerje 16. ožujka 1988. godine. Irački MiG i Mirage borbeni zrakoplovi počeli su bacati kemijske bombe na stambena područja u Halabji koja su udaljena od izgubljene iračke vojne baze na rubu grada. Prema navodima regionalnih kurdskih pobunjenika, irački borbeni zrakoplovi, navođeni helikopterima, izvršili su i do 14 bombardiranja u grupama od 7 ili 8 zrakoplova. Svjedoci su rekli da su vidjeli bijeli, crni i žuti dim kako se diže u zrak stvarajući "zid" visok oko 50 metara.
| „                                                                | Bio je lijep proljetni dan. Kako se sat približavao 11 sati ujutro, osjećao sam čudnu senzaciju - srce mi se grčilo kao da mi je željelo reći da smo na rubu ogromne katastrofe. U roku od nekoliko minuta počele su eksplodirati topničke granate, a zrakoplovi su počeli bacati bombe na grad. Bombardiranje je bilo koncentrirano na sjeverna susjedstva pa smo se sakrili u podrum. U 14 sati, kako se jačina bombardiranja smanjivala, oprezno sam se iskrao iz podruma u kuhinju i donio obitelji hranu. Nakon što je bombardiranje prestalo, počeli smo čuti zvukove udaranja metala po tlu. Nisam imao objašnjenje za to. Vidio sam stvari koje neću zaboraviti do kraja života. Sve je počelo glasnim, čudnim zvukom koji je zvučao kao eksplodiranje bombi, nakon čega je muškarac ušao u našu kuću derajući se "Plin! Plin!". Brzo smo ušli u auto i zatvorili prozore. Mislim da se auto kretao preko tijela nedužnih ljudi. Vidio sam ljude kako leže na tlu, povraćaju tekućinu zelene boje, dok su drugi postali histerični i počeli se glasno smijati nakon čega su bespokretno pali na tlo. Kasnije sam osjetio miris koji me podsjećao na jabuke nakon čega sam se onesvijestio. Kad sam se probudio, oko mene je ležalo na tisuće tijela. Nakon toga ponovno sam se sakrio u obližnji podrum, a područje je okružio užasan miris. Podsjećao je na trunuli otpad, ali ubrzo se promijenio u sladak miris sličan onome jabuka. Onda sam osjetio nešto što je mirisalo na jaja. Kad čujete ljude kako se deru "plin" ili "kemikalije" - i čujete te krikove kako se šire među ljudima - tada se počinje širiti teror, pogotovo među djecom i ženama. Vaši voljeni, vaši prijatelji - vidite ih kako hodaju, a zatim padaju kao lišće na tlo. To je situacija koja se ne može opisati - ptice su počele padati iz gnijezda; nakon toga druge životinje, a onda i ljudi. Nastalo je potpuno uništenje. Tko god je mogao napustiti grad, napustio ga je pješice. Tko god je imao auto, napustio ga je autom. Ali tko god je imao previše djece kako bi ih nosio na ramenima, ostao je u gradu i podlegao plinu. | ” |
| — Kherwan, stanovnik Halabje koji je preživio napad, Ekurd Daily | |   |

Preživjeli su rekli da je plin isprva mirisao na slatke jabuke i da su ljudi umirali na razne načine, što znači da je korišteno više različitih otrovnih kemikalija. Neke žrtve su jednostavno "pale mrtve", neke "umrle smijući se", dok su se na drugima prvo pojavljivali mjehuri ili su povraćali zelenu bljuvotinu. Mnogi su ozlijeđeni tijekom panike nakon napada, pogotovo osobe oslijepljene zbog napada. Vjeruje se da su iračke vojne snage koristile kemijske otrove, uključujući iperit i razne živčane otrove. Neki izvori smatraju da je korištena i cijanovodična kiselina. Većina oboljelih prevezenih u bolnice u Teheranu oboljeli su od izlaganja iperitu.

## Posljedice

### Otkriće i reakcije
Prve fotografije nakon napada načinili su iranski novinari koje su kasnije proširili po iranskim novinama. Snimke koje je snimio britanski ITN, koje su prenosili Iranci, prikazane su na raznim svjetskim medijima. Neke od prvih fotografija načinio je iranski fotograf Kaveh Golestan, koji je opisao svoj doživljaj Guyu Dinmoreu iz Financial Timesa. Bio je oko 8 kilometara izvan Halabje u vojnom helikopteru kad je irački MiG-23 uletio u grad. Rekao je da "nije bilo veliko kao nuklearni gljivasti oblak, ali više manjih: gusti dim." Golestan je bio šokiran scenom kad je stigao u grad, iako je već ranije vidio napade plinom.
| „                              | Život je bio smrznut. Život je stao, kao da gledaš film i odjednom zastane na jednoj slici. To je bila nova vrsta smrti za mene. (...) Posljedice su bile gore. Žrtve su još dostizale. Neki seljani došli su do našeg helikoptera. Imali su 15 ili 16 prekrasne djece i molili su nas da ih prevezemo do bolnice. Svi novinari su sjedili tamo i svakome je dodano jedno dijete da ga čuva. Kako smo poletjeli, tekućina je iscurila iz usta moje djevojčice i umrla je u mojim rukama. | ” |
| — Kaveh Golestan, Index Online | |   |

Vlada Saddama Husseina službeno je krivila Iran za napad. Irački ministar vanjskih poslova, Tariq Aziz, izjavio je da "nema koristi ni potrebe za korištenjem kemijskog oružja". Kurdi su proglasili žrtve "kemijskim mučenicima". Međunarodne reakcije na napad u to vrijeme bile su tihe. Obavještajne službe i vlada SAD-a dali su naslutiti da kurdski civili nisu bili ciljane mete, čak i da je Iran bio kriv za napad. Izvještaj britanskog Ureda za vanjsku politiku i Britansku zajednicu narodu (eng. Foreign and Commonwealth Office) naveo je sljedeće: "Smatramo da je bolje održavati dijalog s drugima ako želimo utjecati na njihove postupke. Mjere kažnjavanja, kao što su jednostrane sankcije, ne bi utjecale na postupke Iraka s kemijskim oružjem i naštetile bi britanskim interesima."

### Uništavanje i djelomična obnova Halabje
Preživjeli, pešmerge i Iranci pokopali su većinu mrtvih u improviziranim masovnim grobnicama. Nakon što je Irak ponovno preoteo Halabju Irancima i kurdskim pobunjenicima, iračke su trupe u zaštitnim odjelima ušle u Halabju kako bi proučili efektivnost njihovog oružja i napada. Iračke su vojne snage grad, još uvijek pun nepokopanih tijela, sustavno rušili buldožerima i eksplozivom. Kurdi, koji su se kasnije vratili, djelomično su ga obnovili, iako su zalihe vode i hrane, te tlo i životinje bile kontaminirane zbog kemijskog oružja. Japanska vlada financirala je projekt vrijedan 70 milijuna USD kako bi se omogućio pristup pitkoj vodi.

### Zdravstvene i genetske posljedice
Deset godina kasnije, 1988., najmanje 700 ljudi još uvijek je bilo liječeno zbog teških posljedica napada, a od njih 500 je bilo teško bolesno, čak i kad su "najteži slučajevi već vjerojatno umrli". Prema istraživanjima lokalnih liječnika, u odnosu na Chamchamal, u Halabji je pronađen veći postotak zdravstvenih tegoba, spontanih pobačaja (kojih je bilo više od živorođene djece), raka debelog crijeva i srčanih bolesti, kao i drugih vrsta raka, problema kod disanja, problema s vidom ili kožom itd. Neke osobe koje su preživjele napad ili lakše ozlijeđene kasnije su razvile različite zdravstvene probleme. Postoji i zabrinutost da je napad imao i trajni genetski utjecaj na Kurde.

### Suđenje Saddamu Husseinu i "Kemijskom Aliju"
Irački visoki sud nije optužio Saddama Husseina za zločin protiv čovječnosti počinjen u Halabji. Irački tužitelji su imali "500 dokumentiranih kriminalnih djela počinjenih tijekom Husseinovog režima", a Hussein je osuđen na smrt na temelju jednog jedinog slučaja - masakra u Dujailu 1982. godine. Jedan od nekoliko dokumenata otkrivenih javnosti tijekom suđenja Saddamu Husseinu bio je i dopis iračke vojne obavještajne službe koja je tražila dopuštenje ureda predsjednika da koristi otrove iperit i sarin protiv Kurda. Drugi dokument je otkrio da je Hussein u odgovoru naredio vojnoj obavještajnoj službi da prouči mogućnost "iznenadnog napada" tim oružjem na iranske i kurdske snage. Interni dopis vojne obavještajne službe potvrdio je da je primila dopuštenje ureda predsjednika da napadne pomoću "specijalnog oružja" i naglasio da se niti jedan napad ne smije izvršiti bez prethodnog znanja predsjednika. Preživjeli Kurdi nisu sumnjali da je Saddam osobno bio odgovoran za napade, te su bili razočarani da mu je suđeno samo zbog ubojstava u Dujailu. Saddam Hussein pogubljen je 30. prosinca 2006. vješanjem.
Saddamov rođak, Ali Hassan al-Majid (koji je u to vrijeme zapovijedao iračkim vojnim snagama na sjeveru Iraka, čime je dobio nadimak "Kemijski Ali") osuđen je na smrt vješanjem u siječnju 2010. godine, nakon što se okrivljen za organiziranje napada na Halabju. Al-Majid osuđen je i 2007. godine na pogubljenje vješanjem zbog svoje uloge u vojnoj operaciji protiv Kurda, zvanoj Anfal, 1988. godine, te dva puta 2008. primio smrtnu kaznu zbog zločina protiv iračkih šijita. Al-Majid nije pokazao kajanje zbog svojih zločina, govoreći da su njegovi postupci bili potrebni za sigurnost Iraka. Pogubljen je vješanjem 25. siječnja 2010. godine.